# Bečki njemački
Bečki njemački je istočno središnje austro-bavarsko narječje
kojim se uglavnom govori u austrijskom glavnom gradu, Beču. Već u Dolnjoj Austriji, austrijskoj saveznoj pokrajini koja okruživa Beč, brojni izrazi iz ovog narječja se ne koriste, dok dalje prema zapadu ih se često uopće i ne razumije.
Bečki njemački treba razlikovati od austrijskog oblika književnog njemačkog i inih oblika austrijskog njemačkog.

## Gramatika i fonologija
Gramatika i fonologija bečkog njemačkog je većinom istovjetna s inim austro-bavarskim narječjima, ali ima nekih razlika, kao što su:
- izočnost genitiva
- uporaba prijedloga ohne (u prijevodu: bez) s dativom umjesto s akuzativom
- u slučajima gdje ina austro-bavarska narječja zamjenjuju književno njemački ei s oa, bečki rabi dugo a.(primjerice, književno njemački zwei (=dva), općenito austro-bavarsko zwoa, bečki zwa).
- u slučajima gdje ei nije zamijenjeno s oa u austro-bavarskom (primjerice, drei (=tri) ), obično ga se izgovara s dugim otvorenim e (slično izgovoranjem ä u dijelima Njemačke).
- tvrde suglasnike (posebice t i p) se izgovara kao meke - v se često izgovara kao mekše w.
- u narječju radničke klase, izgovor slova l odražava češki izgovor. Ovo je poznato kao Meidlingersko L, prema Meidlingu, radničkoj četvrti.

## Rječnik
Bečki rječnik pokaziva osebujna svojstva. Zadržao je brojne 
srednjegornjonjemačke i katkad čak 
starogornjonjemačke korijene. Nadalje, integrirao je brojne izraze iz jezika inih naroda, posebice iz inih dijela bivše 
Habsburške monarhije, kojima je Beč bio glavnim gradom koncem 19. i početkom 20. stoljeća.
Prijeslov bečkog narječja nije standardiziran. Stoga, oznaka izgovora nije potpuna:
Primjeri:
- iz starogornjonjemačkog: 
  - Zähnd (književno njemački Zähne, od zand) (hrvatski:zubi)
  - Hemad (Hemd, od hemidi) (hrvatski:majica)

- iz srednjegornjonjemačkog: 
  - Greißler (=piljar, od griuzel - umanjenica od Gruz=žito)
  - Baaz (=ljigava masa, od batzen=ljepljiv)
  - si ohfrettn (=boriti se, od vretten)

- iz židovskog i jidiša: 
  - Masl (=sreća, od masol)
  - Hawara (=prijatelj, drug, od chavver)
  - Gannef (=varalica, od ganab)
  - Beisl (=bar, pub, od bajser)

- iz češkog: 
  - Motschga (=neukusna kaša, od mocka=ostatak u cijevi ili macka=umak, juha)
  - Pfrnak (=nosina)

- iz mađarskog: 
  - Maschekseitn (=druga strana, od másik)
  - Gattihosn (=duge gaće, od gatya, =hlače)

- iz talijanskog: 
  - Gspusi (=prijateljica, od sposa=mlada)
  - Gstanzl (=dijel šaljive pjesme, od stanza)

- iz francuskog: 
  - Trottoa (=pločnik, od trottoir)
  - Lawua (=umivaonik, od lavoir)
  - Loschi (od logis)

## Književnost i uporaba
Najpoznatiji pjesnici koji pišu na bečkom narječju su Wolfgang Teuschl, najviše poznat po svojem prijevodu Gospela na bečki (Da Jesus und seine Hawara, (hrvatski: Isus i njegova ekipa)) i H.C. Artmann (med ana schwoazzn dintn, (hrvatski: Crnom tintom). H.C. Artmann i Willi Resetarits (Dr. Kurt Ostbahn) su preveli tri svezka Asterixa na bečki.
U bližoj prošlosti, bečki se malo "osuo" u određenom stupnju, zbog rastućeg utjecaja književnog njemačkog jezika (djelomice i zbog utjecaja dalekovidnice). Od ovog se razvila inačica književnog njemačkog jezika s bečkim naglaskom, kojom obično govore mlađi, visokoobrazovaniji bečki stanovnici.